# فیفا ۱۵
فیفا ۱۵ یک بازی ویدئویی شبیه‌سازی فوتبال طراحی شده توسط ای‌ای کانادا و منتشر شده توسط ای‌ای اسپورتس است. این بازی در تاریخ ۲۳ سپتامبر ۲۰۱۴ در آمریکای شمالی، ۲۵ سپتامبر در اروپا و ۲۶ سپتامبر در انگلستان و ایرلند برای پلی‌استیشن ۳، پلی‌استیشن ۴، پلی‌استیشن ویتا، نینتندو وی، نینتندو ۳دی‌اس، ایکس‌باکس وان، ایکس‌باکس ۳۶۰، مایکروسافت ویندوز، آی‌اواس، اندروید و ویندوز فون منتشر شد.
از ویژگی‌های این نسخه می‌توان به لیونل مسی بر روی جلد بازی، در کنار بازیکن‌های مختلف در نقاط مختلف جهان اشاره کرد، و همچنین اولین بازی در سری فیفا به‌شمار می‌رود که به‌طور کامل در لیگ برتر دارای مجوز است. فیفا ۱۵ نقدهای مثبت زیادی در تمام پلتفرم‌های بازی دریافت نمود، اگرچه نسخه مایکروسافت ویندوز به دلیل داشتن تعدادی مشکلات نرم‌افزاری مورد انتقاد قرار گرفت.

## ویژگی‌ها
چلسی، لیورپول و ناپولی- نسخهٔ نمایشی در تاریخ ۹ سپتامبر ۲۰۱۴، با سه تیم جدید منتشر شد در کنار تیم بازی قبلی نسخهٔ نمایشی: بوروسیا دورتموند، بارسلونا، منچستر سیتی، بوکا جونیورز و پاری سن ژرمن.
لیست کامل لیگ‌های بازی، باشگاه‌ها و تیم‌های ملی در وب سایت رسمی خود را در ۱۸ سپتامبر با شرح منتشر شد «اصالت تجربه فوتبال واقعی با فیفا ۱۵ - شامل ۳۵ لیگ مجاز، بیش از ۶۰۰ باشگاه‌ها، ۱۶٬۰۰۰+ بازیکنان و ۴۱ استادیوم مجوز".
EA Sports یک معامله با لیگ برتر به عنوان رسمی ورزش‌ها تکنولوژی شریک امضا کرده بود. در این راه EA تحت توسعه لیگ برتر محفوظ است. این اجازه می‌دهد تا معامله همه ۲۰ استادیوم لیگ برتر به در بازی گنجانده شده، از جمله هفت استادیوم از FIFA 14. رده رسمی لیگ برتر و گرافیک تلویزیونی همچنین در این بازی، و همچنین به عنوان داور در زندگی واقعی، شعار و هوردنجس تبلیغات.
سری آ ایتالیا به‌طور کامل در FIFA 15 همه تیم‌های سری B به جز سه تنزل از ۲۰۱۳–۱۴ سری آ، و چند باشگاه آرژانتینی، از ویژگی‌های را با قله‌ها و کیت‌های عمومی Campeonato Brasileiro سری دارای مجوز و باشگاه برزیل مجوز نیست، با توجه به شکست برای رسیدن به توافق با دارندگان حقوق، اما ترکیه بازده سوپر Lig به سری. از ویژگی‌های تیم ملی فوتبال برزیل در بازی، با وجود به بازیهای لیگ داخلی نیست در حال گنجانده شده‌است.
یکی از ویژگی‌های جدید اضافه شده برای فیفا ۱۵ این است که همه ۲۰ استادیوم لیگ برتر را شامل می‌شوند و دارای مجوز رسمی. در ۱۹ سپتامبر یک لیست از استادیوم در بازی در وب سایت خود منتشر شد، در کنار ۳۱ استادیوم عمومی است.

## کاور
لیونل مسی به عنوان ستاره پوشش اصلی برای تمام مناطق بر روی جلد جهانی را برمی‌گرداند. مسی بر روی جلد تمام اقساط از حق رای دادن فیفا از FIFA 13، زمانی که او به جای وین رونی ستاره دار شد. برخی از مناطق نیز یک بازیکن را از آن منطقه بازی بر روی جلد با مسی داشته باشد. سیستم عامل‌های نینتندو ممکن است نه موضعی انواع پوشش بازی در دسترس، یا قابلیت یک بازیکن اضافی، در مناطق انتخاب کنید.
- United States: کلینت دمپسی[۵] 1
- استرالیا: تیم کیهیل[۶][۷]
- ایتالیا: گونسالو ایگواین[۸]
- لهستان: روبرت لواندوفسکی[۹]
- اتریش: دیوید آلابا[۱۰]
- سوئیس: جردان شقیری[۱۱]
- مکزیک: خاویر هرناندس بالکاسار[۱۲]
- آمریکای جنوبی: آرتورو ویدال[۱۳]
- UK, Ireland, فرانسه، Belgium, Netherlands: ادن آزار[۱۴]
- جمهوری چک: میخال کادلتس[۱۵]
- ترکیه: آردا توران[۱۶][۱۷]
- ژاپن: آتسوتو اوچیدا[۱۸]
- جهان عرب: یحیی الشهری[۱۹]

^  - The Xbox versions of the cover featured a different photo of Dempsey wearing his Seattle Sounders kit, particularly for the sponsored Xbox logo printed on it.